# Knolliger Neuseeland-Rüsselkäfer
Der Knollige Neuseeland-Rüsselkäfer (Hadramphus tuberculatus, Syn.: Karocolens tuberculatus) ist ein extrem seltener Käfer aus der Familie der Rüsselkäfer (Curculionidae), der in den Canterbury Plains auf der Südinsel von Neuseeland endemisch ist. Er galt zwischen 1922 und 2004 als ausgestorben.

## Beschreibung
Der Knollige Neuseeland-Rüsselkäfer ist ein flugunfähiger Käfer mit knollenförmigen Verdickungen auf dem Rücken. Er erreicht eine Länge zwischen 11,7 und 16,3 Millimeter und eine Breite zwischen 6,5 und 8,3 Millimetern. Der Körper ist dunkelbraun mit grau-braunen Schuppen. 

## Lebensweise
Er ernährt sich von Pflanzenteilen der Gattung Aciphylla.

## Status
Dieser Rüsselkäfer war anscheinend in den 1870er Jahren in den Canterbury Plains noch häufig. Die Gründe für sein Verschwinden waren vermutlich die Entfernung seiner Wirtspflanzen durch Farmer sowie das Eintreffen von Ratten in der Region, die die Käfer fraßen. Er wurde 1922 zuletzt gesehen, bis ein Exemplar von einer Entomologin des Canterbury Museums Ende 2004 am Burke’s Pass nahe dem Lake Tekapo wiederentdeckt wurde. Derzeit wird er in der Roten Liste Neuseelands in der Kategorie „vom Aussterben bedroht“ gelistet. In der Roten Liste der IUCN wurde der Status im Jahr 2014 von „ausgestorben“ auf „vom Aussterben bedroht“ geändert. Am Burkes Pass wird seit mehreren Jahren eine Schädlings- und Unkrautbekämpfung durchgeführt, um den Rüsselkäfer zu schützen. Im Jahr 2022 wurde ein Zaun um den wichtigsten Rüsselkäfer-Lebensraum am Burkes Pass errichtet, um die Wirtspflanze vor Kaninchen und Wallabys zu schützen und Igel auszuschließen. Igel und Mäuse sind wahrscheinlich die größten Bedrohungen für den Rüsselkäfer. Es wird vermutet, dass die Käfer auch einigen anderen eingeführten Säugetieren zum Opfer fallen. 2024 wurden drei weitere Exemplare gefunden.